# Each Other's Way 〜旅の途中〜
「Each Other's Way 〜旅の途中〜」（イーチ アザーズ ウェイ たびのとちゅう）は、EXILEの36枚目のシングル。2011年2月9日にrhythm zoneから発売。

## 概要
前作「I Wish For You」から4カ月ぶりのシングル。アルバム『願いの塔』からの先行シングル。「CD+DVD」「CDのみ」の形態で発売、初回仕様がスリーブケース仕様となっている。
オリコン週間シングルランキングでは34枚目のシングル「もっと強く」以来、通算10作目の首位獲得となった。

## 収録曲

### CD
1. Each Other's Way 〜旅の途中〜（VOCAL：ATSUSHI、TAKAHIRO）[3:53]
作詞：ATSUSHI / 作曲：BACHLOGIC、Mats Lie Skare、FASTLANE / 編曲：BACHLOGIC
  - CHINTAI CMソング[9]
2. Each Other's Way 〜旅の途中〜 (Instrumental)

### DVD
※CD+DVDのみ
1. Each Other's Way 〜旅の途中〜（Video Clip）

## カバー
Each Other's Way 〜旅の途中〜
- FANTASTICS from EXILE TRIBE（2021年、シングル『FANTASTICS FROM EXILE』収録）